# Picea maximowiczii
Picea maximowiczii es una especie de conífera perteneciente a la familia  Pinaceae. Es endémica de Japón.

## Descripción
Es un árbol que alcanza los 30 metros de altura con un tronco de 100 cm de diámetro. La corteza de color gris-marrón con fisuras. Las hojas coriáceas, lineales y cuadrangulares de 10-20 mm de longitud y 1 mm de ancho son de color verde profundo. Las semillas en piñas cilíndricas colgantes que al madurar son de color marrón y tienen 4-7 cm de longitud y 1.5-2 cm de ancho.

## Taxonomía
Picea maximowiczii fue descrita por Regel ex Mast. y publicado en The Gardeners' Chronicle, new series 11: 363. 1879.
Etimología
Picea; nombre genérico que es tomado directamente del Latín pix = "brea", nombre clásico dado a un pino que producía esta sustancia
maximowiczii: epíteto otorgado en honor del botánico Carl Johann Maximowicz.
Variedad aceptada
- Picea maximowiczii var. senanensis Hayashi

Sinonimnia
- Abies maximowiczii R.Neumann ex Parl.
- Abies obovata var. japonica Maxim.
- Picea excelsa f. japonica (Maxim.) Beissn.
- Picea obovata var. japonica (Maxim.) Beissn.
- Picea tschonoskii Mayr[4]